# Elipsometria

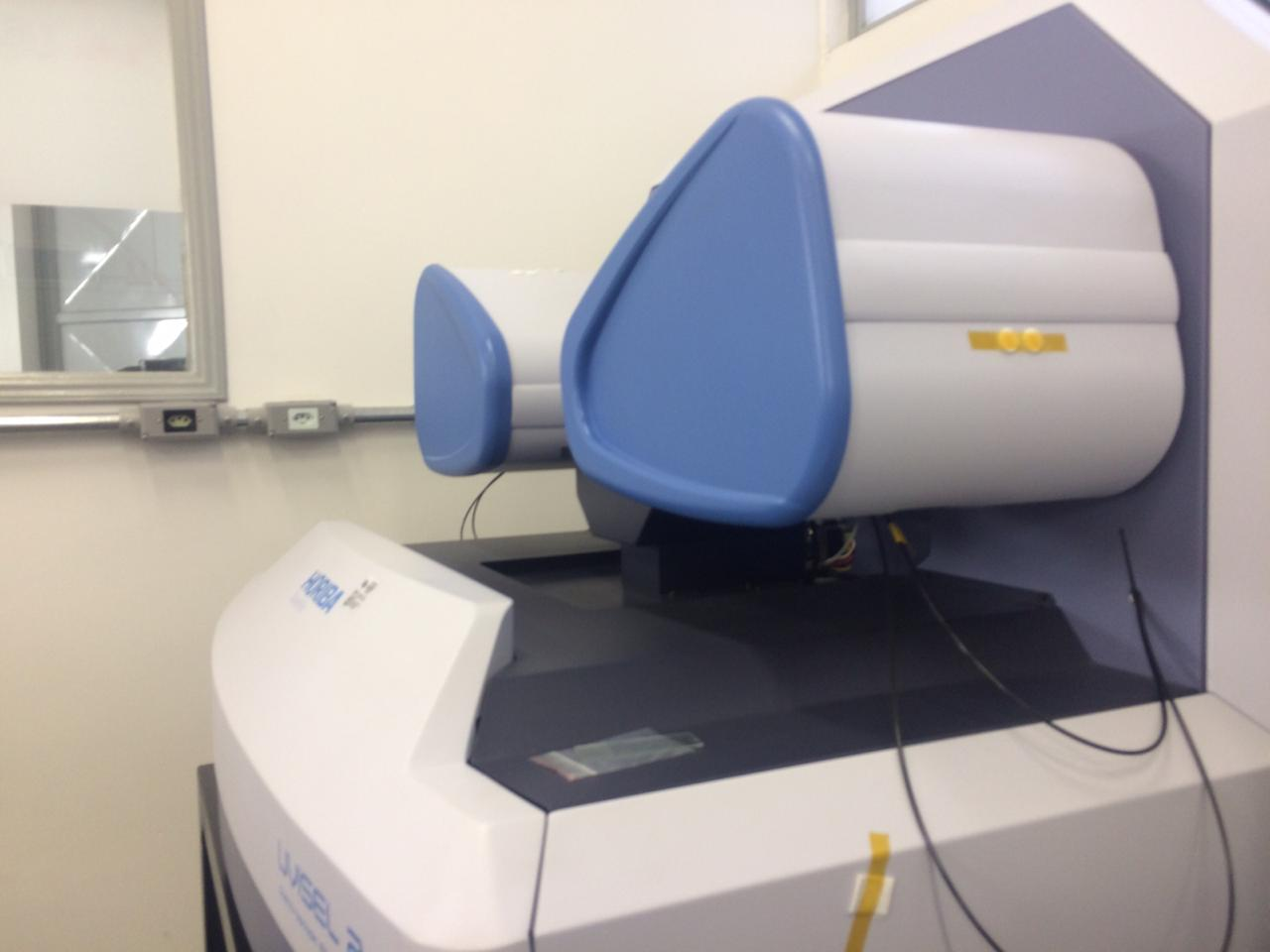
Figura 1. Equipamento elipsômetro pertencente ao LPP (Laboratório de Plasmas e Processos) do ITA, localizado em São José dos Campos, Brasil

A elipsometria é uma técnica de caracterização espectroscópica não destrutiva e não invasiva de materiais que permite obter propriedades ópticas de materiais líquidos e sólidos sem necessidade de contato. Ela pode ser realizada desde amostras de tamanhos muito pequenos (devido a se basear em uma radiação incidente focada) até amostras com elevada área, realizando um mapeamento da superfície. Essa técnica pode ser aplicada a diversas áreas do conhecimento, como no estudo de semicondutores, supercondutores, metais, orgânicos, compósitos, biomateriais e microeletrônica. Quando aplicada a filmes finos, é capaz de analisar propriedades dielétricas (índice de refração complexo e funções dielétricas do material), e caracterizar rugosidade, espessura das camadas, composição, condutividade elétrica, bandgap, natureza cristalina e concentração de dopagem.
As medidas de elipsometria se baseiam na mudança da polarização da luz após interagir com a superfície do material (reflexão e transmissão), e este resultado é ajustado a partir de modelos teóricos. Os resultados obtidos são bastante precisos, tanto para monocamadas quanto para multicamadas de filmes finos, que podem ter espessuras da ordem de angstrons, nanômetros ou micrômetros, dependendo das especificações e capacidade do equipamento utilizado

## Principais aplicações
As principais aplicações da técnica são na caracterização de materiais como:
- Semicondutores, como Si, GaN e AlN.
- Microeletrônica
- Vidro
- Ouro
- Polímeros
- Substratos
- Filmes finos e multicamadas em geral

Comumente, buscando-se informações sobre espessura, bandgap, funções dielétricas, índice de refração, coeficiente de extinção, composição química etc.

## Experimental
O funcionamento básico da técnica ocorre pela detecção de uma luz incidente polarizada após interagir com a amostra, quando ocorre uma mudança na amplitude e na fase da onda. Essa mudança é quantificada (entre incidente e detectada após interação), gerando medidas que são traduzidas no próprio equipamento, uma vez que o sinal obtido depende das propriedades do material e da espessura do filme.

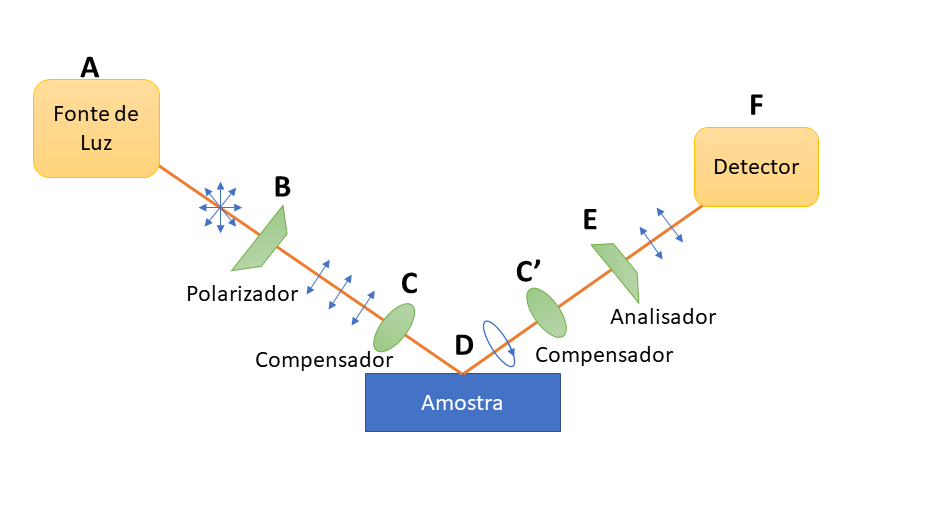
Figura 2. Esquema do caminho óptico das medidas de elipsometria espectroscópica

Em uma das formas de operação, uma luz polarizada plana incide de forma oblíqua à superfície da amostra, e suas diferentes componentes – paralela e perpendicular – sofrem atrasos de fase diferentes. Quando isso ocorre, após a reflexão, a luz passa a apresentar uma polarização elíptica. O trabalho do elipsômetro é caracterizar essa elipse fazendo uso de um compensador birrefringente (pulsante ou rotativo), de um analisador móvel e de um detector.
Na figura 2 é possível ver um desenho esquemático dessa operação. A fonte de luz (A) emite radiação eletromagnética não polarizada, que passa por um polarizador (B) adquirindo polarização linear. Um compensador (C) pode estar presente, de forma opcional, logo após o polarizador. A luz incidente segue em direção ao material, atinge a superfície da amostra (D) e é refletida. Em seguida, ela passa por outro compensador (C'), também opcional e pelo analisador (E) que é um polarizador. Após percorrer esse caminho, a radiação chega ao detector (F). O ângulo de incidência da radiação e o ângulo de reflexão são iguais, e a luz polarizada apresenta duas direções, uma paralela ao plano de incidência da radiação (p-polarizada) e uma perpendicular a ele (s-polarizada).

### Aquisição de dados
As medidas obtidas pelo elipsômetro resultam em valores de diferença de amplitude (Ψ) e diferença de fase (Δ) das componentes.{\displaystyle \Delta =\delta _{rp}-\delta _{rs}}{\displaystyle \Psi ={\frac {|r_{p}|}{|r_{s}|}}}A luz polarizada pode ser dividida, como comentado anteriormente, em direções paralela (p) e perpendicular (s), e as amplitudes dessas componentes, depois de refletidas, são descritas por coeficientes de reflexão rp e rs, respectivamente:{\displaystyle r_{p}={\frac {R_{p}e^{i\omega t}e^{i\gamma _{p}}}{E_{p}e^{i\omega t}e^{i\alpha _{p}}}}={\frac {R_{p}}{E_{p}}}e^{i(\gamma _{p}-\alpha _{p})}=\rho _{p}e^{i\Delta _{p}}={\frac {r_{12p}+r_{23p}e^{-2i\beta }}{1+r_{12p}r_{23p}e^{-2i\beta }}}} {\displaystyle r_{p}={\frac {R_{s}e^{i\omega t}e^{i\gamma _{s}}}{E_{s}e^{i\omega t}e^{i\alpha _{s}}}}={\frac {R_{s}}{E_{s}}}e^{i(\gamma _{s}-\alpha _{s})}=\rho _{s}e^{i\Delta _{s}}={\frac {r_{12s}+r_{23s}e^{-2i\beta }}{1+r_{12s}r_{23s}e^{-2i\beta }}}}A relação entre rp e rs é o raio de reflectância complexo (ρ), também calculado em termos de Ψ e Δ.{\displaystyle \rho ={\frac {r_{p}}{r_{s}}}=\tan {\Psi }e^{i\Delta }}No geral, os elipsômetros não medem diretamente valores de Ψ e Δ, mas funções desses parâmetros, como por exemplo Is, IC e Ic’ que, quando combinadas, resultam em medidas precisas dos parâmetros. Assim, visualmente, os resultados são gráficos dessas funções e de Δ e Ψ. Após o tratamento dos dados, podem ser visualizados gráficos das funções dielétricas e valores para propriedades (como gap óptico e espessura) e suas respectivas incertezas.
A relação entre as medidas obtidas (coeficiente ρ) e o índice de refração e espessura das amostras é demonstrado a partir das equações de Snell. Em relação as medidas de espessura, como diferentes pares Ψ e Δ podem resultar em mesma medida, é importante conhecer um valor aproximado da espessura previamente (o que pode ser realizado por outras técnicas de caracterização).
O ângulo de incidência da radiação pode ser ajustado e variado, inclusive de forma automatizada, obtendo-se uma gama de análises em diferentes ângulos para uma mesma amostra. Alguns valores de ângulo típicos para trabalhar o equipamento são recomendados dependendo do material que se deseja analisar. Estudos mostram que um ângulo próximo ao ângulo de Brewster é mais adequado para realizar a análise.
Como as medidas de elipsometria se baseiam em uma razão e não em valores absolutos, suas medidas são bastante acuradas e de boa reprodutibilidade, sem apresentar sensibilidade a flutuações e espalhamentos ou necessitar de medidas padrão e radiação incidente de referência.

### Análise dos dados
Após incorporar os dados experimentais, as medidas de elipsometria resultam em uma análise dos diferentes comprimentos de onda da luz, geralmente do infravermelho (IF) ao ultravioleta (UV). Para amostras transparentes na região analisada, as interferências construtivas e destrutivas resultantes das múltiplas reflexões dos raios ópticos entre as interfaces da amostra fazem com que seja possível determinar com precisão as espessuras individuais de cada camada. Para amostras semicondutoras, a análise do espectro resulta em uma determinação bem apurada do valor do gap óptico.

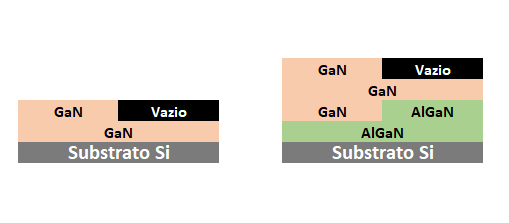
Figura 3. Exemplo de esquema para modelar as camadas de um filme de GaN e GaN/AlGaN sobre substrato de Si para análise em elipsômetro

Para converter os dados obtidos de Ψ e Δ nas propriedades de interesse (constantes dielétricas), o equipamento conta com um software de modelagem próprio responsável por ajustar os dados brutos através de equações matemáticas bem, e diversos modelos de dispersão podem ser utilizados, sendo cada um mais ou menos adequados para a classe de material que está em análise. Para que esse ajuste ocorra, é necessário um modelo cuidadosamente construído pelo operador, levando em conta as particularidades de cada amostra. A construção leva em conta a capacitação e experiência do operador, o que mostra uma desvantagem da elipsometria como técnica de caracterização. A figura 3 mostra exemplo de como podem ser realizadas montagens do modelo das camadas de filme, substrato, e rugosidade (superfície).